# Silke van Dyk

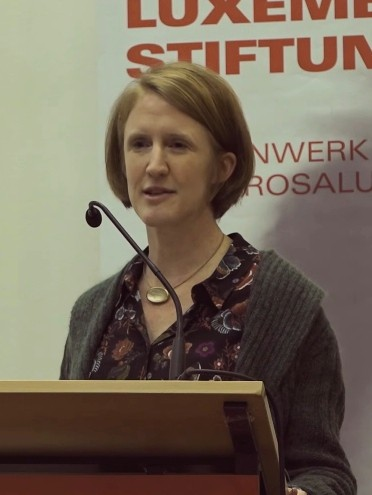
Silke van Dyk (2018)

Silke van Dyk (* 1972 in Köln) ist eine deutsche Soziologin, die als Professorin für Politische Soziologie am Institut für Soziologie der Friedrich-Schiller-Universität Jena lehrt und forscht. Ihre Arbeitsschwerpunkte sind Politische Soziologie, Soziologie sozialer Ungleichheit, Soziologie der Sozialpolitik und des Wohlfahrtsstaats, Soziologie des Alter(n)s und der Demografie, Diskursforschung und Perspektiven der Gesellschaftskritik.

## Leben
Silke van Dyk studierte Sozialwissenschaften an der Universität Göttingen und der Universität Helsinki, schloss mit dem Examen zur Diplom-Sozialwirtin ab und wurde 2005 in Göttingen promoviert. Danach war sie zwei Jahre als wissenschaftliche Mitarbeiterin am Zentrum für Sozialpolitik der Universität Bremen tätig, bevor sie als wissenschaftliche Mitarbeiterin an die Friedrich-Schiller-Universität Jena wechselte. In Jena habilitierte sie sich 2014 und erhielt die Venia legendi für Soziologie.
2014 wurde sie auf die Professur für die Soziologie sozialer Disparitäten am Fachbereich Gesellschaftswissenschaften der Universität Kassel berufen. Zum Sommersemester 2016 wechselte sie auf die Professur für Politische Soziologie an der Friedrich-Schiller-Universität Jena.
Mitte Juni 2024 forderte van Dyk mit mehreren tausend weiteren Professoren und Dozenten den Rücktritt der Bildungs- und Forschungsministerin Bettina Stark-Watzinger aufgrund ihrer Erwägungen zur Sanktionierung von Hochschulangehörigen.

## Forschungsschwerpunkte
Van Dyk trug wesentlich zur Etablierung und Weiterentwicklung einer kritischen Erforschung des Alters und des Alterns im deutschsprachigen Raum bei. Sie forscht außerdem zu politischen, sozialen und ökonomischen Entwicklungen im Spannungsfeld von autoritärem Populismus und autoritärem Kapitalismus, zur Neuverhandlung von Sorge und Versorgung im aktivierenden Wohlfahrtsstaat sowie zum Wandel von Eigentumsverhältnissen.
Seit Januar 2021 ist sie Co-Sprecherin des Sonderforschungsbereichs 294 „Strukturwandel des Eigentums“ an den Universitäten Jena und Erfurt und leitet dort das Teilprojekt „Auseinandersetzungen um das Öffentliche und die Zukunft der Commons. Eigentumsverhältnisse im Kontext wohlfahrtsstaatlicher Transformation“.
Gemeinsam mit Alexandra Schauer legte sie 2010 einen Überblick über die Soziologie im Nationalsozialismus vor („... daß die offizielle Soziologie versagt hat“). Die Schrift ist laut Stephan Moebius zentral für die Soziologiegeschichte, „weil innerhalb der Disziplin bis heute die Konflikte um die Rolle der Soziologie im Nationalsozialismus anhalten und bisweilen heftige Debatten auslösen.“ 2014 erschien von der Schrift eine zweite, überarbeitete Ausgabe.

## Schriften (Auswahl)
- als Hrsg. mit Stephan Lessenich: Die jungen Alten. Analysen zu einer neuen Sozialfigur. Campus, Frankfurt/New York 2009.
- mit Alexandra Schauer: "….daß die offizielle Soziologie versagt hat". Zur Soziologie im Nationalsozialismus, der Geschichte ihrer Aufarbeitung und der Rolle der DGS. Hrsg.: Deutsche Gesellschaft für Soziologie, Springer VS, Wiesbaden 2010,  2. überarb. und erw. Neuauflage 2014.
- als Hrsg. mit Johannes Angermüller: Diskursanalyse meets Gouvernementalitätsforschung. Perspektiven auf das Verhältnis von Subjekt, Sprache, Macht und Wissen. Campus, Frankfurt/New York 2010.
- als Hrsg.: Perspektiven der Gesellschaftskritik heute (Heftschwerpunkt). In: Prokla 167, 42 (2), 2012.
- mit Tina Denninger, Stephan Lessenich, Anna Richter: Leben im Ruhestand. Zur Neuverhandlung des Alters in der Aktivgesellschaft. transcript, Bielefeld 2014.
- Soziologie des Alters, 2. aktualisierte und erweiterte Neuauflage [mit einem neuen Kapitel zu Gene-rationenbeziehungen in Zeiten von Corona und Fridays-for-Future],  transcript, Bielefeld 2020.
- mit Tine Haubner: Community-Kapitalismus, Hamburger Edition, Hamburg 2021, ISBN 978-3-86854-354-4.
- mit Tilman Reitz und Hartmut Rosa: Nach dem Privateigentum? Güter, Infrastrukturen und Weltverhältnisse im Kapitalismus des 21. Jahrhunderts. Reihe Strukturwandel des Eigentums. Campus, Frankfurt a. M. 2024, ISBN 978-3-59351-766-7 (Open Access).